# العامل الخامس
العامِلُ الخامِس (بالإنجليزية: FACTOR V)‏ هو بروتين ينتمي إلى نظام تجلط الدم في الجسم، ويُسمى أيضا طَليعَةُ الأكسيليرين (بالإنجليزية: proaccelerin)‏ أو العامِلُ العَطوب (بالإنجليزية: labile factor)‏. على النقيض من أغلب عوامل التخثّر الأخرى، فإن العامل الخامس ليس نشِط إنزيمياً ولكن وظيفته تأتي كعامل مرافق، ونقصه يؤدي إلى الاستعداد للنزف. بعض طفرات هذا البروتين، وأبرزها طفرة العامل الخامس لايدن (بالإنجليزية: Factor V Leiden thrombophilia)‏ تؤدي إلى الخثار (تجلط الدم).
يعد هذا العامل ضروري في تحويل البروثرومبين إلى ثرومبين بواسطة العامل الثالث وعوامل البلازما. يُستهلك العامل الخامس خلال عملية التخثر وعليه فهو غير موجود في مصل الدم.

## وصلات اضافية
- The Coagulation Factor V Protein